# Via del Pòrtic
Via del Pòrtic o de la Moreria Vella és el nom que rep un jaciment arqueològic situat en el nucli urbà de Sagunt, integrat en un edifici d'habitatges i museïtzat per poder ser visitat. En ell es poden localitzar les restes d'estructures d'un període cronològic que abasta des del món romà fins a l'ocupació cristiana.

## Troballa
L'aparició d'aquest enclavament es va produir a principis de l'última dècada del segle xx quan es van començar una sèrie d'excavacions motivades per la construcció de diversos edificis d'habitatges.

## Ocupació romana
Entre les estructures que es poden visitar destaca una calçada, que creua el solar de nord a sud, d'uns 60 metres lineals, enllosada i amb una xarxa de clavegueres que arriba a superar el metre de profunditat. A banda i banda té voreres i pòrtics sostinguts per pilars, amb una amplària que varia des dels quatre metres d'ample de l'extrem nord als cinc de la part més al sud, podent estar connectada a la Via Augusta i amb una localització propera al circ romà de la ciutat.
Al moment de la seua construcció, al segle i, servia d'accés a la ciutat i amb el pas del temps aniria engrandint-se, paral·lel a la importància que anava guanyant la ciutat. Al segle iii es produeix una reordenació urbana que comportaria la reducció de la calçada en alguna de les seves parts, la construcció de diversos edificis, com unes latrines, i altres estructures sobre la vorera de la via arribant a un nivell de deterioració i abandó de la zona a la fi del segle iv i principis del V. Aquesta via, i la trama d'edificis que porta associada, signifiquen una planificació urbana d'una zona, la més propera al riu, de la qual no hi havia proves arqueològiques.
A més d'aquesta calçada hi ha altres restes amb cronologia romana, tant urbanístics com de serveis. Entre els primers es troben la base de dos monuments funeraris que s'han datat al segle primer; l'arrencada d'un edifici de grans dimensions del qual s'ha indicat un possible ús religiós, datat al segle ii i que estaria en relació amb la monumentalizació de la ciutat, i la fonamentació d'un arc localitzat sobre la calçada que s'emmarca en el període alt imperial. Pel que fa a serveis trobem una xarxa de sanejament i basses per diferents zones.

## Ocupació cristiana i musulmana
Es localitza una necròpoli datada en el període visigot o paleocristià, a l'interior de la claveguera, que al seu torn va ser arrasada per una sèrie de fosses de cronologia musulmana. D'aquest moment també es pot datar un aljub.
També s'ha localitzat planta de dos espais fabrils d'època baix medieval amb diverses dependències i basses.

## Museïtzació
Aquest és un dels exemples de la possibilitat de convivència entre patrimoni arqueològic i un urbanisme respectuós amb el mitjà que li envolta, ja que el jaciment es localitza en la part baixa de l'edifici sobre el qual s'ha pogut construir, de forma precisa, sense cap mena de problema.
Des de l'ajuntament de Sagunt s'ha creat un servei de guia en el qual es pot visitar aquest emplaçament i un altre proper, on es va localitzar i va excavar una domus del segle II amb resultats molt semblants, ampliant l'oferta de monuments. En aquest cas es tracta de la coneguda com Domus dels Peixos.

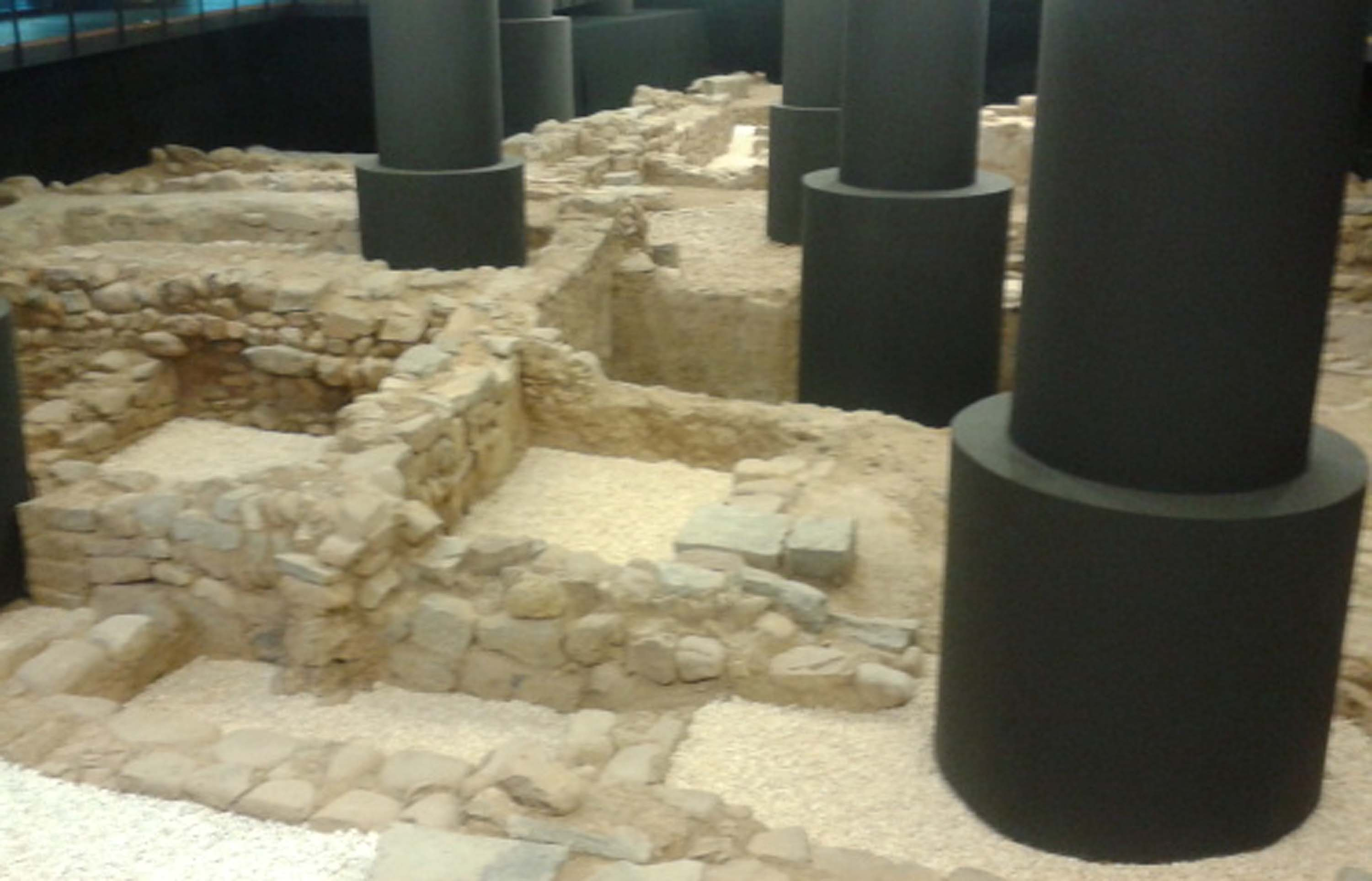
Estructures de cronologia medieval entre les quals es pot observar l'harmonia entre les restes i la construcció de l'edifici.

## Localització
Plaça Antiga Moreria, 9 (Sagunt) http://goo.gl/maps/sfts0

## Horaris
Hivern: Dimarts a dissabte de 10 a 14 i de 16 a 18 hores.
Diumenges i festius: de 10 a 14 hores.
Estiu: Dimarts a dissabte: de 10 a 14 i de 16 a 20 hores.
Diumenges i festius: de 10 a 14 hores.